# Apostolische Administratur Kirgisistan
Die Apostolische Administratur Kirgisistan (lat.: Administratio Apostolica Kyrgyzstaniana) ist eine Apostolische Administratur der römisch-katholischen Kirche und hat ihren Sitz in Bischkek in Kirgisistan. 
Papst Johannes Paul II. gründete am 22. Dezember 1997 die Mission sui juris von Kirgisistan aus der am 18. März 2006 durch Papst Benedikt XVI. die Apostolische Administratur Kirgisistan ins Leben gerufen wurde. Erster Administrator war der Jesuit Nikolaus Messmer.
Erzbischof Miguel Maury Buendía ist Apostolischer Nuntius in Kirgisistan, Kasachstan und Tadschikistan.

## Ordinarien
- Aleksandr Kan SJ (1997–2006), Superior
- Nikolaus Messmer SJ (2006–2016), Apostolischer Administrator
- Janez Mihelčič SJ (2016–2017), Apostolischer Administrator
- Anthony James Corcoran SJ (seit 2017), Apostolischer Administrator